# Palais Rohan (Vienne)
Pour le palais situé à Bordeaux, voir Palais Rohan (Bordeaux). Pour le palais situé à Strasbourg, voir Palais Rohan (Strasbourg).
Le Palais Rohan de Vienne est un palais aristocratique urbain construit par la famille Rohan et situé dans le quartier viennois de Leopoldstadt, en Autriche. Le palais a été construit en 1864 par Franz Fröhlich pour le prince Arthur von Rohan. En 1998, il a été entièrement rénové et abrite aujourd'hui des bureaux et des appartements. 

## Description
Le palais a quatre étages et est divisé intérieurement par deux cours. La partie avant servait à des fins représentatives avec un grand escalier. La façade est conçue dans le style wilhelminien, une baie extérieure vitrée se trouve aux premier et deuxième étages. Les armoiries de la famille de Rohan sont ornées au-dessus de l'entrée principale. 

## Littérature
- DEHIO Vienne - II à IX. et XX. district . Schroll, Vienne 1996,  (ISBN 3-7031-0680-8) .

## Source de traduction
- (de) Cet article est partiellement ou en totalité issu de l’article de Wikipédia en allemand intitulé « Palais Rohan (Wien) » (voir la liste des auteurs).